# Methyltestosterone
Methyltestosterone, được bán dưới tên thương hiệu Android, Metandren và Testred cùng với các nhãn khác, là một loại thuốc androgen và steroid đồng hóa (AAS) được sử dụng trong điều trị nồng độ testosterone thấp ở nam giới, dậy thì muộn ở trẻ em, ở liều thấp như một thành phần điều trị nội tiết tố mãn kinh đối với các triệu chứng mãn kinh như bốc hỏa, loãng xương và ham muốn tình dục thấp ở phụ nữ và điều trị ung thư vú ở phụ nữ. Nó được uống bằng miệng.
Tác dụng phụ của methyltestosterone bao gồm các triệu chứng nam tính như mụn trứng cá, tăng trưởng tóc, thay đổi giọng nói và tăng ham muốn tình dục. Nó cũng có thể gây ra các hiệu ứng estrogen như giữ nước, đau vú và nở vú ở nam giới và tổn thương gan. Thuốc là một steroid tổng hợp androgen và đồng hóa và do đó là một chất chủ vận của thụ thể androgen (AR), mục tiêu sinh học của androgen như testosterone và dihydrotestosterone (DHT). Nó có tác dụng androgen vừa phải và hiệu ứng đồng hóa vừa phải, làm cho nó hữu ích cho việc tạo ra chất nam tính.
Methyltestosterone được phát hiện vào năm 1935 và được giới thiệu sử dụng trong y tế vào năm 1936. Nó được tổng hợp ngay sau khi phát hiện ra testosterone và là một trong những AAS tổng hợp đầu tiên được phát triển. Ngoài việc sử dụng trong y tế, methyltestosterone được sử dụng để cải thiện vóc dáng và hiệu suất, mặc dù nó không được sử dụng phổ biến như các AAS khác cho các mục đích như vậy do tác dụng androgenic, tác dụng estrogen và nguy cơ tổn thương gan. Thuốc này là một chất được kiểm soát ở nhiều quốc gia và vì vậy sử dụng phi y tế nói chung là bất hợp pháp.

## Công dụng

### Y khoa
Methyltestosterone đã hoặc đang sử dụng trong điều trị dậy thì chậm, thiểu năng sinh dục, và rối loạn chức năng cương dương ở nam giới, khi sử dụng ở liều thấp có tác dụng điều trị các triệu chứng mãn kinh (đặc biệt cho bệnh loãng xương, cơn bốc hỏa, và để tăng ham muốn tình dục và năng lượng), đau vú sau sinh căng thẳng sau sinh, và ung thư vú ở phụ nữ. Thuốc này được phê duyệt đặc biệt tại Hoa Kỳ để điều trị chứng suy sinh dục và dậy thì muộn ở nam giới và điều trị ung thư vú không thể phẫu thuật tiên tiến ở nữ giới. Nó cũng được chấp thuận với liều thấp kết hợp với estrogen được ester hóa để điều trị các triệu chứng vận mạch từ trung bình đến nặng liên quan đến mãn kinh ở phụ nữ ở Hoa Kỳ, nhưng công thức này đã bị ngưng và do đó không còn được sử dụng.